# Línguas gaélicas
Línguas gaélicas (ou goidélicas) são um grupo de línguas originadas pelos celtas que povoaram as Ilhas Britânicas; é um subgrupo das línguas célticas. As três línguas gaélicas vivas são:
- Irlandês (ISO 639: ga ou gai), falado na Irlanda
- Gaélico escocês (ISO 639: gd ou gla), falado na Escócia
- Manês (ISO 639: gv ou glv), falado na Ilha de Man